# 카테리나 보세티
카테리나 키아라 보세티(이탈리아어: Caterina Chiara Bosetti, 1994년 2월 2일~)는 이탈리아의 배구 선수로 포지션은 아웃사이드 히터이다. 현재 튀르키예 여자팀인 바키프방크의 일원으로 활동하고 있다. 2024년 하계 올림픽에서 이탈리아 대표 선수로서 금메달을 획득했다.

## 개인사
언니인 루차 보세티 또한 배구 선수로 활동했다.